# 나콘사완주
나컨싸완주(태국어: นครสวรรค์, Nakhon Sawan Province)는 태국 북부에 위치한 짱왓(주)이다. 이웃하는 주로는 깜팽펫주, 피찟주, 펫차분주, 롭부리주, 싱부리주, 차이낫주, 우타이타니주, 딱주가 있다.

## 어원
〈나컨〉이라는 말은 '도시'를 의미하는 산스크리트어 'nagara'에서 왔고, 〈싸완〉이라는 말은 ’천국‘을 의미하는 산스크리트어 'svarga'에서 왔다. 그리하여 이 지방의 이름은 글자 그대로 ‘천국의 도시’라는 의미이다.

## 지리
핑강과 난강이 나콘사완시 근처에서 합류를 하여 짜오프라야강을 만든다. 깜팽펫주와 경계를 접하는 매옹 국립공원은 1987년 매옹매포엔 정글을 보존하기 위해 지정되었다.
부엥 보라펫은 태국의 가장 큰 민물 습지이며, 212 km2의 면적을 가지고 있다. 이 습지는 나콘사완시의 바로 동쪽에 위치하며, 타또코와 쭘싸엥에까지 뻗어있다. 동절기에는 많은 민물 가금류가 이곳으로 이주를 한다. 습지의 일부는 사냥 금지 구역으로 지정되어 있다.

## 역사
나콘사완은 드바라바띠 시대 이후로 존재한 도시였다. 수코타이 왕조의 일부로 수코타이 최남단 도시인 므앙 프라방이라고 불렸다. 아유타야 왕조에 와서는 두 강이 합류하는 지정학적인 입지로 말미암아 중요한 교역의 중심지가 되었다. 또한 버마가 아유타야를 공격하기 전에 접전을 벌인 주요 전장이기도 하였다.

## 행정 구역
나콘사완 주는 15개의 암프(도시)와 130개의 땀본(구)과 1328개의 무반이 있다.
| 암프 지도 | 1. 므앙나콘사완군 2. 끄록프라군 3. 춤생군 4. 농부아군 5. 반폿피사이군 6. 까오리아오군 7. 딱클리군 8. 타따꼬군 | 1. 파이살리군 2. 파유하키리군 3. 랏야오군 4. 딱파군 5. 매웡군 6. 매폰군 7. 춤따봉군 |